# Funda
Funda es un barrio rural que forma parte del municipio filipino de cuarta categoría de Cuyo perteneciente a la provincia  de Paragua en Mimaro,  Región IV-B.

## Geografía
Ocupa la mitad suroriental de  isla de Bisucay situada  en el mar de Joló en el Archipiélago Cuyo, un grupo de cerca de 45 islas situadas al noreste de la isla  de Paragua, al sur de Mindoro y Panay.
Su término linda al oeste con el barrio de Balading y al norte  con el de  Caburián.
Administrativamente Balading es uno de los 17 barrios que forman el municipio de Cuyo perteneciente a la provincia de Paragua en Filipinas.

## Demografía
El barrio  de Funda contaba  en mayo de 2010 con una población de 681  habitantes.